# Helen Maroulis
Helen Louise Maroulis (* 19. September 1991 in Rockville (Maryland)) ist eine US-amerikanische Ringerin. Sie wurde 2015  in der Gewichtsklasse bis 55 kg und 2017 in der Gewichtsklasse bis 58 kg Körpergewicht Weltmeisterin. 2016 gewann sie bei den Olympischen Spielen in Rio de Janeiro die Goldmedaille in der Gewichtsklasse bis 53 kg Körpergewicht. Sie war die erste US-Ringerin der Geschichte, die eine olympische Goldmedaille gewann. Nach mehreren Hirnerschütterungen und Jahren, die immer wieder von Verletzungspausen durchzogen waren, gewann sie 2021 bei den Olympischen Spielen in Tokio und bei den Olympischen Spielen 2024 in Paris jeweils die Bronzemedaille. Im Jahr 2023 gewann sie an der Weltmeisterschaft in Belgrad die Bronzemedaille.

## Werdegang
Helen Maroulis besuchte die High School in Marquette (Michigan), wo sie im Jahre 1999 mit dem Ringen begann. Nunmehr wohnt sie in Rockville, Maryland und ist Angehörige des New-York-Athletic-Club. Nach ihrer High-School-Zeit studierte sie zunächst an der Simon-Fraser-University in Burnaby/Kanada und danach an der Missouri Baptist University. Trainiert wurde bzw. wird sie von Mike Jones, Bryan Jackson und Wladislaus Isboinikow. Die 1,60 Meter große Athletin startet als Erwachsene in der Gewichtsklasse bis 55 kg Körpergewicht.
Ihren ersten bemerkenswerten Erfolg hatte sie im Jahre 2006, als sie bei der US-amerikanischen Juniorenmeisterschaft in der Altersgruppe „Cadets“ (bis zum 16. Lebensjahr) in der Gewichtsklasse bis 52 kg den 3. Platz belegte. 2007 wurde sie dann in der gleichen Altersgruppe und in der gleichen Gewichtsklasse US-amerikanische Meisterin. 2008 wurde sie US-amerikanische Juniorenmeisterin (Altersgruppe bis zum 20. Lebensjahr) und belegte bei den US-Meisterschaften der Damen in der Gewichtsklasse bis 51 kg hinter Jessica Medina und vor Katherinae Fulp-Allen den 2. Platz. Im gleichen Jahr absolvierte sie dann auch ihre ersten Starts bei internationalen Meisterschaften. Bei der Junioren-Weltmeisterschaft in Istanbul belegte sie dabei in der Gewichtsklasse bis 51 kg mit vier Siegen und einer Niederlage gegen die Japanerin Yu Horiuchi den 3. Platz und gewann damit eine WM-Bronzemedaille. Im September 2008 setzte sich Helen Maroulis dann auch bei der WM-Ausscheidung (Trials) gegen so erfahrene Ringerinnen wie Stephanie Murata und Whitney Conder durch und vertrat die Vereinigten Staaten bei der Weltmeisterschaft in Tokio. Dort siegte sie über Roksana Zasina aus Polen, unterlag dann aber gegen die mehrfache Weltmeisterin Hitomi Sakamoto und gegen die Kanadierin Jessica MacDonald und kam auf den 8. Platz.
2009 wurde Helen Maroulis sowohl US-amerikanische Meisterin bei den Damen und bei den Juniorinnen, jeweils in der Gewichtsklasse bis 55 kg. Während sie bei der Junioren-Weltmeisterschaft dieses Jahres in Ankara gleich ihren ersten Kampf gegen Marwa Amri aus Tunesien verlor und deshalb nur auf den 17. Platz kam, gewann sie bei den Pan-Amerikanischen-Meisterschaften in Maracaibo eine Bronzemedaille.
2010 wurde sie bei der US-amerikanischen Meisterschaft und bei den WM-Trials jeweils von Tatjana Padilla geschlagen. Sie startete aber bei der Junioren-Weltmeisterschaft in Budapest und belegte dort mit vier Siegen bei einer erneuten Niederlage gegen Yu Horiuchi den 3. Platz, womit sie wieder eine Bronzemedaille gewann.
Im April 2011 wurde Helen Maroulis US-amerikanische Meisterin in der Gewichtsklasse bis 55 kg vor Kelsey Campbell und Schuyler Brown. Sie gewann auch wieder den Titel bei der US-amerikanischen Junioren-Meisterschaft und setzte sich auch bei den WM-Trials vor Ashley Hudson und Kelsey Campbell durch. Im November 2011 veranstaltete der US-amerikanische Ringerverband noch eine USA-Meisterschaft für die vier olympischen Gewichtsklassen (bis 48 kg, bis 55 kg, bis 63 kg und bis 72 kg). Helen Maroulis siegte auch dort vor Leigh Jaynes und Kelsey Campbell. Diese Meisterschaft zählt bereits zur Qualifikation für die Olympischen Spiele 2012 in London.
2011 war sie dann auch bei drei internationalen Meisterschaften am Start. Zunächst gewann sie in Bukarest bei der Junioren-Europameisterschaft eine Silbermedaille. Sie unterlag dort erst im Finale gegen die Japanerin Kanako Murata, der sie einen großen Kampf lieferte, knapp mit 1:2 Runden bei 5:5 Punkten. Bei der Weltmeisterschaft in Istanbul siegte sie über Aiym Abduldina aus Kasachstan und Wolja Trandewa Tihomirowa aus Bulgarien, unterlag dann der vielfachen Weltmeisterin und Olympiasiegerin Saori Yoshida nach Punkten, siegte über Emriye Musta aus der Türkei und Alma Jane Valencia Escoto aus Mexiko, ehe sie im Kampf um eine WM-Bronzemedaille gegen Ida-Theres Nerell aus Schweden unterlag. Bei den Panamerikanischen Spielen in Guadalajara gelang es ihr, die kanadische Favoritin Tonya Verbeek im Finale zu besiegen und damit den Meistertitel davonzutragen.
Im Februar 2012 siegte sie dann auch bei den Panamerikanischen Meisterschaften in Colorado Springs. Hier besiegte sie im Endkampf Marcia Yuleisi Andrades Mendoza aus Mexiko. Den Sprung zu den Olympischen Spielen in London schaffte Helen Maroulis nicht, weil sie bei der US-amerikanischen Olympiaausscheidung gegen Kelsey Campbell unterlag. Sie wurde aber im September 2012 bei der Weltmeisterschaft im kanadischen Strathcona County eingesetzt und wurde dort in der Gewichtsklasse bis 55 kg nach Siegen über Nadeschda Michailowa, Weißrussland, Maria Prevolaraki, Griechenland und Brittanee Laverdure, Kanada und einer Niederlage im Finale gegen Saori Yoshida Vize-Weltmeisterin.
Bei der Weltmeisterschaft 2013 in Budapest gelang ihr der Sprung in die Medaillenränge nicht. Sie siegte dort zunächst über Han Kum-ok, Nordkorea und Pham Thi Hue, Vietnam, unterlag dann aber gegen Soria Mattsson und gegen Maya Christowa aus Bulgarien, womit die auf den 7. Platz kam.
2014 aber gewann sie bei der Weltmeisterschaft in Taschkent wieder eine Medaille. Sie besiegte dort in der Gewichtsklasse bis 55 kg Elverina Jimenez Zepeda aus Nicaragua und Battsetseg Altantsetseg aus der Mongolei. Im Halbfinale unterlag sie gegen Chiho Hamada aus Japan und sicherte sich danach in der Trostrunde mit einem Sieg über Katarzyna Krawczyk aus Polen eine Bronzemedaille.
Bei der Weltmeisterschaft 2015 in Las Vegas gelang Helen Maroulis dann endlich der Titelgewinn. Sie besiegte dort Brend Isabella Fernandes Salazar aus Mexiko, Ewelina Nikolowa aus Bulgarien, Pang Qianyu aus China und im Finale Irina Ologonowa aus Russland, die sie beim schnellen 11:0-Sieg klar beherrschte.
Bei den Olympischen Spielen 2016 in Rio de Janeiro startete Helen Maroulis in der Gewichtsklasse bis 53 kg Körpergewicht. Sie gewann dort mit fünf Siegen in überlegenem Stil die olympische Goldmedaille. Auf dem Weg zu diesem Erfolg besiegte sie Julija Blahinja aus der Ukraine (12:1) und Zhong Xuechun, China (10:0) jeweils vorzeitig. In der dritten Runde schlug sie die sich hartnäckig wehrende Nordkoreanerin Jong Myong Suk nach Punkten (7:4). Im Halbfinale kam Helen Maroulis zu einem Schultersieg über die starke Schwedin Sofia Mattsson und im Finale besiegte sie die Ausnahmeringerin und dreifache Olympiasiegerin Saori Yoshida aus Japan sicher mit 4:1 Punkten und sorgte damit für eine große Überraschung. Ihr Sieg war aber hochverdient.
2017 wurde Helen Maroulis in Paris in überlegenem Stil auch Weltmeisterin in der Gewichtsklasse bis 58 kg Körpergewicht. Sie besiegte dabei fünf Gegner in vorzeitig durch techn. Fall und erzielte dabei 52:0 techn. Punkte. Ihre Finalgegnerin war Marwa Amri aus Tunesien.
Im Januar 2018 traf Helen Maroulis im Rahmen der Indischen Profi-Ringer-Liga in einem Revanchekampf wieder auf Marwa Amri. Sie erlitt in diesem Kampf eine schwere Kopfverletzung, von der sie sich nur langsam erholte. Aus diesem Grund konnte sie sich erst am 6. Oktober 2018 in einer extra angesetzten Qualifikation mit zwei überlegenen vorzeitigen Siegen (10:0 und 12:0) über Alex Hendrick für die Weltmeisterschaft in Budapest qualifizieren. In Budapest traf sie in der ersten Runde auf Aljona Kolesnik aus Aserbaidschan, gegen die sie eine überraschende Schulterniederlage hinnehmen musste. Da Aljona Kolesnik das Finale nicht erreichte, schied Helen Maroulis aus und kam nur auf den 21. Platz.
Bei den 2021 ausgetragenen Olympischen Spielen in Tokio gewann sie die Bronzemedaille. Die gleiche Platzierung erreichte sie bei den Weltmeisterschaften 2023 in Belgrad und den Olympischen Spielen 2024 in Paris.

## Internationale Erfolge
| Jahr | Platz | Wettbewerb                                            | Gewichtsklasse | Ergebnisse |
| ---- | ----- | ----------------------------------------------------- | -------------- | --- |
| 2008 | 3.    | Junioren-WM in Istanbul                               | bis 51 kg      | nach einem Sieg über Hanna Schuster, Deutschland, einer Niederlage gegen Yu Horiuchi, Japan und Siegen über Aurelie Basset, Frankreich, Roksana Zasida, Polen und Genevieve Haley, Kanada                                                                       |
| 2008 | 8.    | WM in Tokio                                           | bis 51 kg      | nach einem Sieg über Roksana Zasida und Niederlagen gegen Hitomi Sakamoto, Japan und Jessica MacDonald, Kanada |
| 2009 | 3.    | „Dave-Schultz“-Memorial-Intern. in Colorado Springs   | bis 51 kg      | hinter Patricia Miranda, USA und Jessica MacDonald |
| 2009 | 2.    | Welt-Cup in Taiyuan/China                             | bis 51 kg      | hinter Dai Shiju, China, vor Yu Horiuchi, Jessica MacDonald und Oleksandra Kohut, Ukraine |
| 2009 | 3.    | Panamerikanische Meisterschaft in Maracaibo/Venezuela | bis 55 kg      | hinter Marcia Yuleisi Andrades Mendoza, Venezuela und Idrimis Acea Garcia, Kuba |
| 2009 | 17.   | Junioren-WM in Ankara                                 | bis 55 kg      | nach einer Niederlage gegen Marwa Amri, Tunesien |
| 2010 | 2.    | „Dave-Schultz“-Memorial-Intern. in Colorado Springs   | bis 55 kg      | hinter Brittanee Laverdure, Kanada, vor Whitney Conder, USA und Natasche Ballas, Deutschland |
| 2010 | 3.    | Golden-Grand-Prix in Klippan                          | bis 55 kg      | hinter Tatjana Yadira Suarez, USA und Chiho Hamada, Japan |
| 2010 | 3.    | Junioren-WM in Budapest                               | bis 55 kg      | nach Siegen über Maria Gaidan, Moldawien und Richangul Gucharbakijewa, Kasachstan, einer Niederlage gegen Yu Horiuchi, und Siegen über Hafize Sahin, Türkei und Karina Sanchez Ramis, Spanien                                                                   |
| 2010 | 1.    | New-York-Athletic-Club-Intern.                        | bis 55 kg      | vor Kelsey Campbell und Tatjana Padilla, beide USA |
| 2011 | 3.    | „Dave-Schultz“-Memorial-Intern. in Colorado Springs   | bis 55 kg      | hinter Tonya Verbeek, Kanada und Tatjana Padilla |
| 2011 | 3.    | Großer Preis von Frankreich in Tourcoing              | bis 55 kg      | hinter Tatjana Padilla und Brittanee Laverdure |
| 2011 | 4.    | Welt-Cup in Liévin                                    | bis 55 kg      | hinter Chikako Matsukawa, Japan, Yang Senlian, China und Anna Gomis, Frankreich |
| 2011 | 2.    | Junioren-WM in Bukarest                               | bis 55 kg      | nach Siegen über Tatjana Kit, Ukraine, Lissetta Alexandra Antes Castillo, Ecuador, Szimonetta Jäger, Ungarn und Liu Gui, China und einer Niederlage gegen Kanako Murata, Japan                                                                                  |
| 2011 | 5.    | WM in Istanbul                                        | bis 55 kg      | nach Siegen über Aiym Abdulina, Kasachstan und Wolja Trandewa Tihomirowa, Bulgarien, einer Niederlage gegen Saori Yoshida, Japan, Siegen über Emriye Musta, Türkei und Alam Jane Valencia Escoto, Mexiko und einer Niederlage gegen Ida-Theres Nerell, Schweden |
| 2011 | 1.    | Panamerikanische Spiele 2011 in Guadalajara           | bis 55 kg      | vor Tonya Verbeek, Joece Souza da Silva, Brasilien und Lissette Alexandra Antes Castillo |
| 2011 | 2.    | New-York-Athletic-Club-Intern.                        | bis 55 kg      | hinter Sündewiin Bjambatseren, Mongolei, vor Leigh Jaynes, USA |
| 2012 | 2.    | „Dave-Schultz“-Memorial-Intern. in Colorado Springs   | bis 55 kg      | hinter Tonya Verbeek, vor Jill Gallays, USA |
| 2012 | 1.    | Panamerikanische Meisterschaft in Colorado Springs    | bis 55 kg      | vor Mayra Elizabeth Antes Castillo, Ekuador, Camilla Fama Tristano, Brasilien und Marcia Yuleisi Andrades Mendoza |
| 2012 | 8.    | Welt-Cup in Tokio                                     | bis 55 kg      | Siegerin: Tonya Verbeek vor Saori Yoshida und Waleria Scholobowa, Russland |
| 2012 | 2.    | WM in Sherwood Park                                   | bis 55 kg      | nach Siegen über Nadeschda Michailowa, Weißrussland, Maria Prevolaraki, Griechenland und Brittanee Laverdure, Kanada und einer Niederlage gegen Saori Yoshida                                                                                                   |
| 2013 | 1.    | Welt-Cup in Ulan-Baator                               | bis 55 kg      | vor Sündewiin Bjambatseren und Chiho Hamada, Japan |
| 2013 | 2.    | Großer Preis von Spanien in Madrid                    | bis 55 kg      | hinter Sofia Mattsson, Schweden, vor Roksana Zasina, Polen und Sündewiin Bjambatseren |
| 2013 | 2.    | Intern. Turnier in Olympia/Griechenland               | bis 55 kg      | hinter Maria Gurowa, Russland, vor Giulia Penalver, Brasilien und Wiktorija Schaligina, Russland |
| 2013 | 7.    | WM in Budapest                                        | bis 55 kg      | nach Siegen über Han Kum-ok, Nordkorea und Pham Thi Hue, Vietnam und Niederlagen gegen Sofia Mattsson und Maya Christowa, Bulgarien |
| 2013 | 3.    | Golden-Grand-Prix in Baku                             | bis 55 kg      | hinter Sofia Mattsson und Risako Kawai, Japan |
| 2014 | 1.    | „Dave-Schultz“-Memorial in Colorado Springs           | bis 53 kg      | vor Katherine Fulp-Allen, USA, Katarzyna Krawczyk, Polen und Li Yuyan, China |
| 2014 | 1.    | Granma-Cup in Havanna                                 | bis 55 kg      | vor Yamilka Del Valle Alvarez, Kuba |
| 2014 | 2.    | Klippan-Lady-Open                                     | bis 55 kg      | hinter Marwa Amri, Tunesien, vor Sofia Mattsson, Schweden und Rumi Hirose, Japan |
| 2014 | 1.    | Austrian-Ladies-Open in Götzis                        | bis 55 kg      | vor Becka Leathers, USA und Amber Maschke, Kanada |
| 2014 | 3.    | Golden-Grand-Prix in Baku                             | bis 55 kg      | hinter Chiho Hamada, Japan und Orchon Purevdorj, Mongolei |
| 2014 | 3.    | WM in Taschkent                                       | bis 55 kg      | nach siegen über Elverina Jimenez Zepeda, Nicaragua und Battsetseg Altantsetseg, Mongolei, einer Niederlage gegen Chiho Hamada und einem Sieg über Katgarzyna Krawczyk, Polen                                                                                   |
| 2014 | 1.    | Russia-Open in Novocheborask                          | bis 55 kg      | vor Irina Ologonowa, Veronika Chumikowa und Irina Kisel, alle Russland |
| 2014 | 1.    | Henri-Deglane-Challenge in Nizza                      | bis 58 kg      | vor Emese Barka, Ungarn, Kriszta Tunde Incze, Rumänien und Karima Sanchez Ramis, Spanien |
| 2015 | 1.    | "Dave-Schultz"-Memorial in Colorado Springs           | bis 55 kg      | vor Sarah Hildebrandt, USA, Evelina Nikolowa, Bulgarien und Alma Jane Valencia Escoto, Mexiko |
| 2015 | 1.    | Granma-Cup in Havanna                                 | bis 55 kg      | vor Aurelie Basset, Frankreich, Luisa Valverde Melendros, Ekuador und Nadine Tokar, Schweiz |
| 2015 | 1.    | Mongolian-Open                                        | bis 55 kg      | vor Shoordor Baatarjav, Sündewiin Bjambatseren, beide Mongolei und Ayanlaylan Kasimowa, Kasachstan |
| 2015 | 1.    | Großer Preis von Spanien in Madrid                    | bis 55 kg      | vor Carlene Shuberski, USA, Jillian Gallays, Kanada und Pang Qianyu, China |
| 2015 | 1.    | WM in Las Vegas                                       | bis 55 kg      | nach Siegen über Brend Isabella Fernandes Salazar, Mexiko, Evelina Nikolowa, Bulgarien, Pang Qianyu und Irina Ologonowa |
| 2016 | Gold  | OS in Rio de Janeiro                                  | bis 53 kg      | nach Siegen über Julija Blahinja, Ukraine, Zhong Xuechun, China, Jong Myong Suk, Nordkorea, Sofia Mattsson, Schweden und Saori Yoshida, Japan |
| 2017 | 3.    | Intern. Turnier in Kiew                               | bis 60 kg      | hinter Tatjana Omeltschenko, Aserbaidschan und Allison Mackenzie Ragan, USA |
| 2017 | 1.    | Polen-Open in Warschau                                | bis 58 kg      | vor Aisulu A Tinibekowa, Kirgisistan, Rong Ningning, China und Luisa Niemesch, Deutschland |
| 2017 | 1.    | WM in Paris                                           | bis 58 kg      | nach Siegen über Elin Nilsson, Schweden, Kim Hanbit, Südkorea, Jessica Coraima Oviedo Perez, Dominikanische Republik, Michelle Fazzari, Kanada und Marwa Amri, Tunesien                                                                                         |
| 2018 | 21.   | WM in Budapest                                        | bis 57 kg      | nach einer Niederlage gegen Aljona Kolesnik, Aserbaidschan |
| 2021 | 3.    | OS in Tokio                                           | bis 57 kg      | |
| 2023 | 3.    | WM in Belgrad                                         | bis 57 kg      | |
| 2024 | 3.    | OS in Paris                                           | bis 57 kg      | |

## Nationale Erfolge
| Jahr | Platz | Wettbewerb                                 | Gewichtsklasse | Ergebnisse                                                       |
| ---- | ----- | ------------------------------------------ | -------------- | ---------------------------------------------------------------- |
| 2006 | 3.    | US-amerik. Junioren-Meisterschaft (Cadets) | bis 52 kg      | hinter Michaele Hutchinson und Melissa Watkins                   |
| 2007 | 1.    | US-amerik. Junioren-Meisterschaft (Cadets) | bis 52 kg      | vor Allison Ragan und Angie Mayes                                |
| 2008 | 2.    | USA-Meistersch.                            | bis 51 kg      | hinter Jessica Medina, vor Katherine Fulp-Allen                  |
| 2008 | 1.    | US-amerik. Junioren-Meisterschaft          | bis 51 kg      | vor Whitney Conder und Katherina Fulp-Allen                      |
| 2008 | 1.    | WM-Trials                                  | bis 51 kg      | vor Stephanie Murata und Whitney Conder                          |
| 2009 | 1.    | USA-Meistersch.                            | bis 55 kg      | vor Leigh Jaynes und Whitney Conder                              |
| 2009 | 1.    | US-amerik. Junioren-Meisterschaft          | bis 55 kg      | vor Amy Whitbeck und Michaela Hutchinson                         |
| 2010 | 5.    | US-amerik. Universitäten-Meisterschaft     | bis 55 kg      | Siegerin: Trinity Plessinger                                     |
| 2010 | 2.    | USA-Meistersch.                            | bis 55 kg      | hinter Tatjana Padilla, vor Whitney Conder                       |
| 2010 | 2.    | WM-Trials                                  | bis 55 kg      | hinter Tatjana Padilla, vor Michaela Hutchinson                  |
| 2011 | 1.    | USA-Meistersch.                            | bis 55 kg      | vor Kelsey Campbell und Schuyler Brown                           |
| 2011 | 1.    | US-amerik. Junioren-Meisterschaft          | bis 55 kg      | vor Shaune Isbell und Natalie Rutt                               |
| 2011 | 1.    | WM-Trials                                  | bis 55 kg      | vor Ashley Hudson, Sharon Jacobsen und Kelsey Campbell           |
| 2011 | 1.    | USA-Meistersch. (olymp. Klassen)           | bis 55 kg      | vor Leigh Jaynes, Kelsey Campbell und Katherine Fulp-Allen       |
| 2015 | 1.    | USA-Meisterschaft                          | bis 55 kg      | vor Kelsey Campbell, Alli Ragan und Teshya Alo                   |
| 2016 | 1.    | Olympia-Trials                             | bis 53 kg      | vor Whitney Conder, Katherine Fulp-Allen und Michaele Hutchinson |
| 2017 | 1.    | WM-Trials                                  | bis 58 kg      | vor Kayla Miracle                                                |
| 2018 | 1.    | WM-Trials                                  | bis 57 kg      | vor Alex Hendrick                                                |

Erläuterungen
- alle Wettkämpfe im freien Stil
- OS = Olympische Spiele, WM = Weltmeisterschaft
- Trials = Ausscheidungswettkampf